# صموئيل غراي (فلاح)
صموئيل غراي (بالإنجليزية: Samuel Gray)‏ هو فلاح أسترالي، ولد في 1823 في أرماه في المملكة المتحدة، وتوفي في 19 أبريل 1889 في Woollahra ‏ في أستراليا.